# Oitavén
La rivière Oitavén qui coule dans la province  de Pontevedra, en Galice est un affluent gauche du Verdugo.

## Géographie
De 34 km de longueur, son bassin versant fait 177,7 km2 de superficie et son débit est de 10,5 m3/s.